# Історія християнства

Іхтіс — символ в ранньому християнстві

Історія християнства — історія становлення та поширення християнської релігії.
Християнство виникло із проповідей Ісуса в римській провінції Юдея у І столітті. Згідно з Євангеліями Нового Заповіту, Ісус був єврейським учителем і цілителем, який проголосив неминуче Царство Боже, і був розп'ятий в 30–33 н. е. Його апостоли вірили, що він тоді воскрес із мертвих і був піднесений Богом, і незабаром повернеться, коли прийде Царство Боже.
Найперші послідовники Ісуса були апокаліптичними юдеохристиянами. Завдяки включенню неєвреїв, ранньохристиянська церква поступово розходилася з юдаїзмом та єврейським християнством[що це?] протягом перших двох століть християнської ери.

## Основні віхи в історії християнства
I-IV століття (раннє християнство):

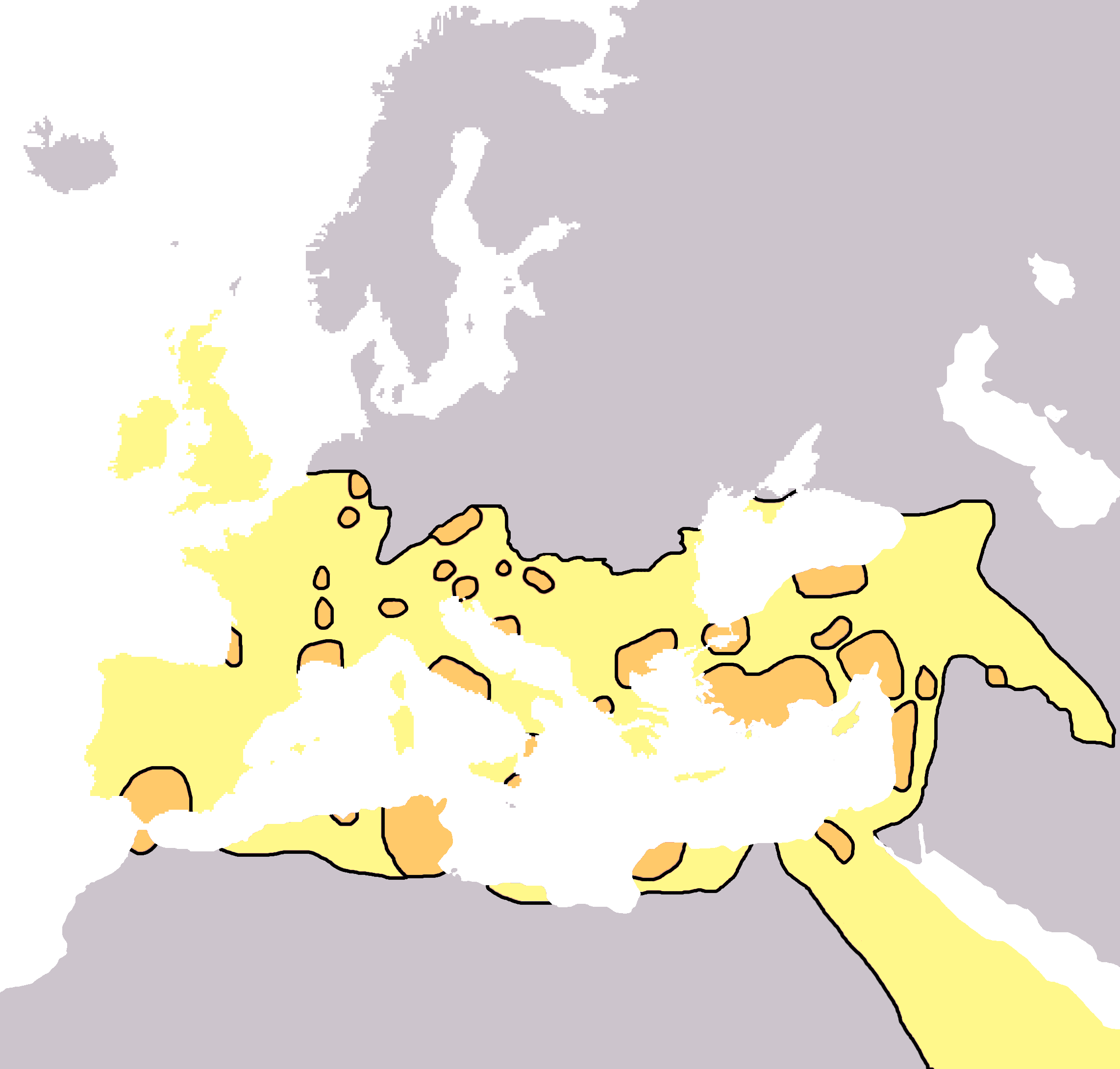
Поширення християнства до 600 року

- Зародження раннього християнства та його поширення.
- Апостольський вік та юдеохристиянство.
- Організаційне становлення Церкви та поширення християнства.
- Християнська Церква в Римській імперії та гоніння на перших християн.
- Поширення віри Христової та християнізація античної цивілізації.
- Розвиток християнської духовості. Монастицизм.
- Боротьба за ортодоксальність християнства. Період Отців Церкви.
- Криза античного світу. Поділ християнства на східне та західне.

XI-XIII (західне середньовічне християнство):
- Середньовічні реформаційні рухи

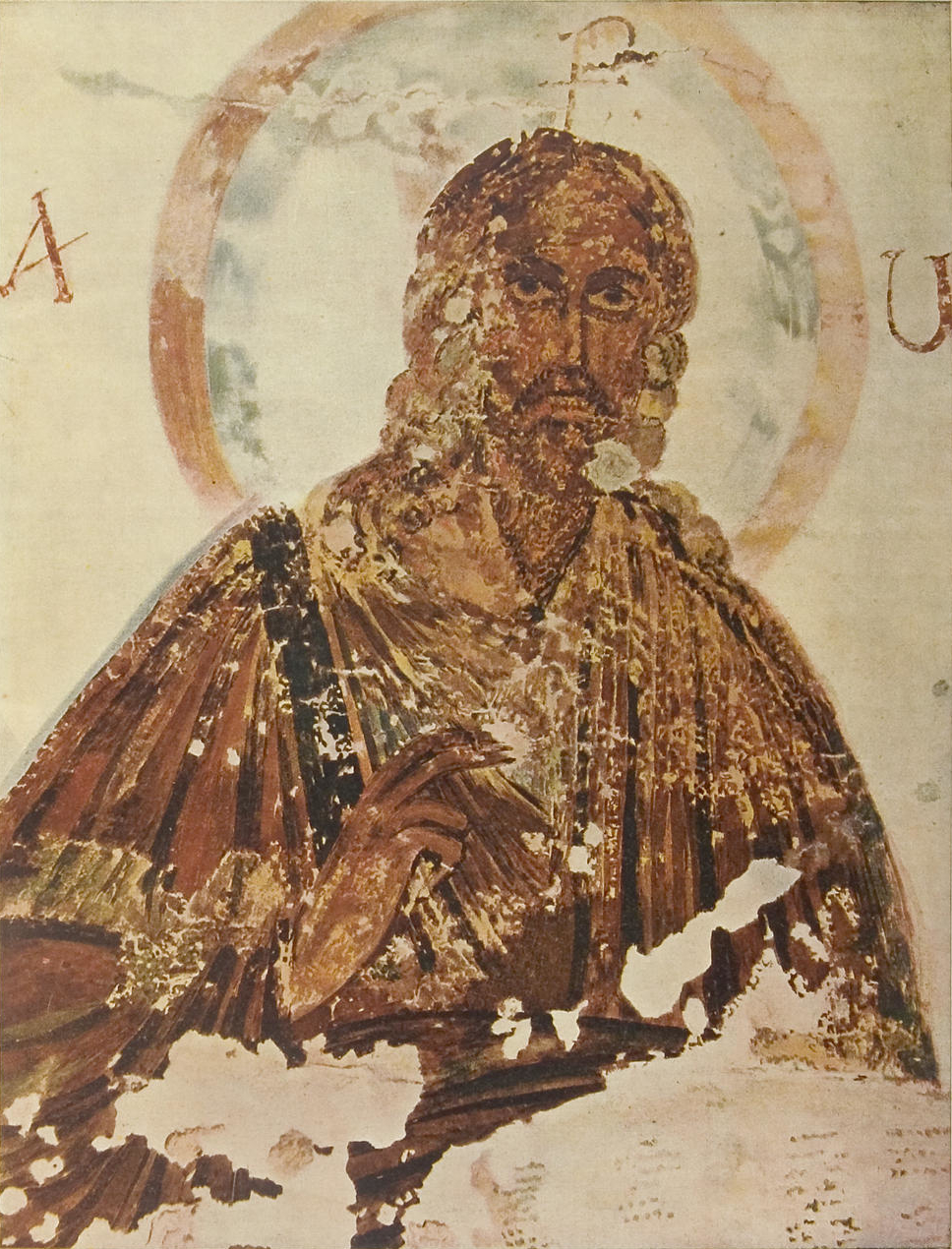
Зображення Христа в катакомбах Святого Марселія і Петра, Рим, 4 століття

- Християнство в Західній Європі за часів Каролінгів.
- Експансія європейського християнства. Хрестові походи.
- Апогей середньовічної культури. Схоластика.
- Православний Схід після остаточного поділу християнства

XIV — XV століття (епоха бароко й доба просвітництва):
- Період криз і реформ у європейському християнстві
- Протестантська реформа в Західній Європі.
- Католицька реформа в Західній Європі.
- Християнство епохи Бароко.
- Доба Просвітництва.

XVI-XVIII століття (новітня епоха):
- Криза християнського Сходу.
- Світова експансія християнства.
- Новочасні визвольні рухи в Європі та ставлення до них Римської Церкви.
- Емансипація новочасного світу та його звільнення з-під впливів Церкви. Зростання римської централізації.
- Криза модернізму.
- Східні Церкви: криза та спроби реформ.
- Апогей європейської експансії.

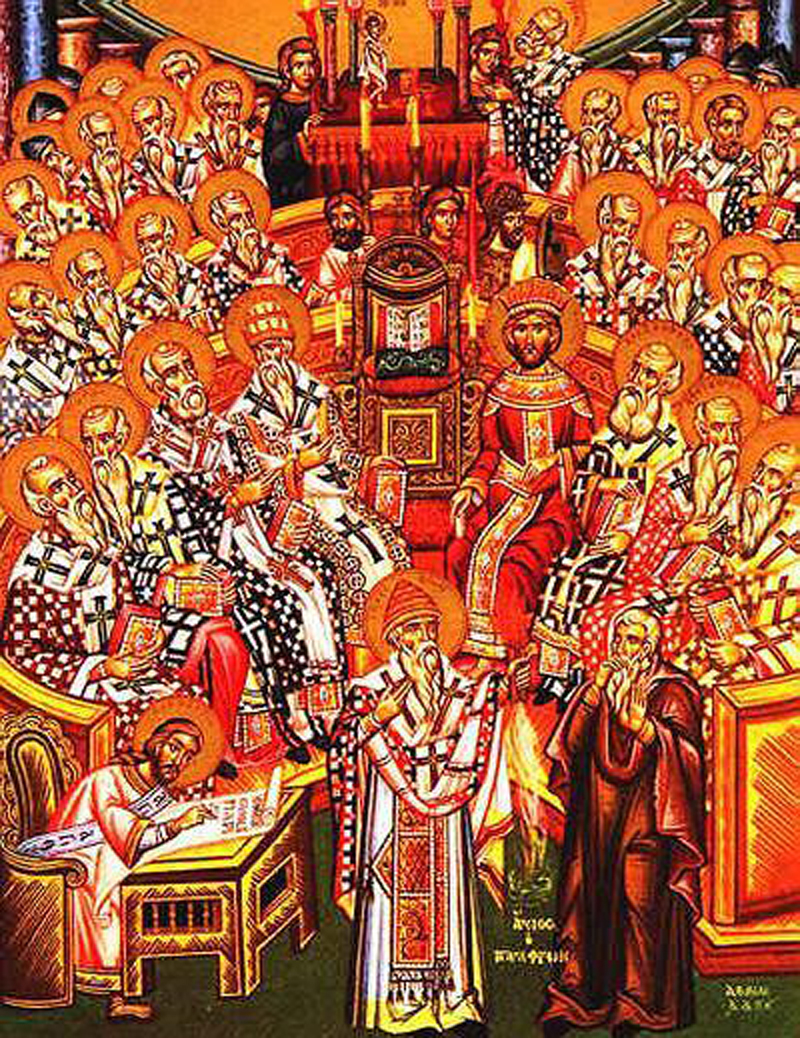
Перший Нікейський Собор 325 року, на якому було остаточно закріплено союз церкви з імператорською владою. У центрі багатофігурної композиції на троні в червоній мантії — імператор Костянтин І Великий, навколо нього зображені церковні ієрархи різних частин Римської імперії. На Нікейському соборі були засуджені виступи проти основного догмата християнства — Трійці, внаслідок чого розгорнулась боротьба з єретиками, та було складено символ віри — у якому дано визначення Ісуса Христа, Сина Божого, як «Єдинородного».

XVIII-XX століття (модерний період):
- Парохіяльне життя та релігійність вірних у латинському християнстві
- Апостольський престол та римо-католицькі й протестантські Церкви в країнах Західної Європи кінця XVIII—XIX ст.
- Тенденції внутрішньої віднови та розвитку Церков (XX ст.).
- Римська Апостольська столиця в умовах фашизму та Другої світової війни.
- Католицька богословська думка, наука та освіта наприкінці XVIII—XX ст.
- Другий Ватиканський собор. Концепція реформи католицького християнства.
- Модернізація світової цивілізації у XX ст. та її вплив на розвиток партикулярних Церков у Європі.
- Особливості розвитку християнства в США та Канаді (кінець XVIII—XIX ст.).
- Проблеми християнської культури в країнах Третього Світу.
- Латинське та східне християнство на порозі III тисячоліття в контексті екуменічного діалогу між Церквами-сестрами на шляху до поєднання.

## Біблійна історія
Сучасне християнство розглядає всю біблійну історію як свою історію. Головні події періоду:
- Епоха патріархів (Авраама, Ісаака, Якова)

- Перебування в Єгипті і Вихід. XIII ст. — написання Старого Заповіту.

- Завоювання Ханаану і епоха Суддів

- Царство Давида і Соломона

- період Храму

## Раннє християнство
Раннє християнство поширювалось завдяки проповіді Євангеліє учениками Христа Апостолами. Ними були написані книги Нового Завіту та сформована християнська община.
27 — 30 р. — діяльність Ісуса Христа.
34 — 36 рр. — диво на шляху в Дамаск. Навернення апостола Павла в християнство.
Общини первісного християнства складалися з бідних людей. Представників заможних класів були одиниці, і вони не відігравали особливої ролі в общинах. У цьому розумінні первісне християнство було релігією пригноблених. Церкви, — у сучасному розумінні як окремої будівлі для збирання членів общин — не було. Збиралися в приватних приміщеннях.
У період раннього християнства в общини дедалі більше почали вливатися заможні люди, які утворювали всередині общин особливий соціальний прошарок і поволі захопили керівництво ними. Християнські общини, які почали називатися парафіями, об'єдналися в значніші одиниці — єпископії на чолі з єпископами та митрополії на чолі з митрополитами. Таким чином, це стало початком виникнення церковного духівництва, і з часом відбувалось закріплення такого порядку речей.

### Гоніння в Римській імперії

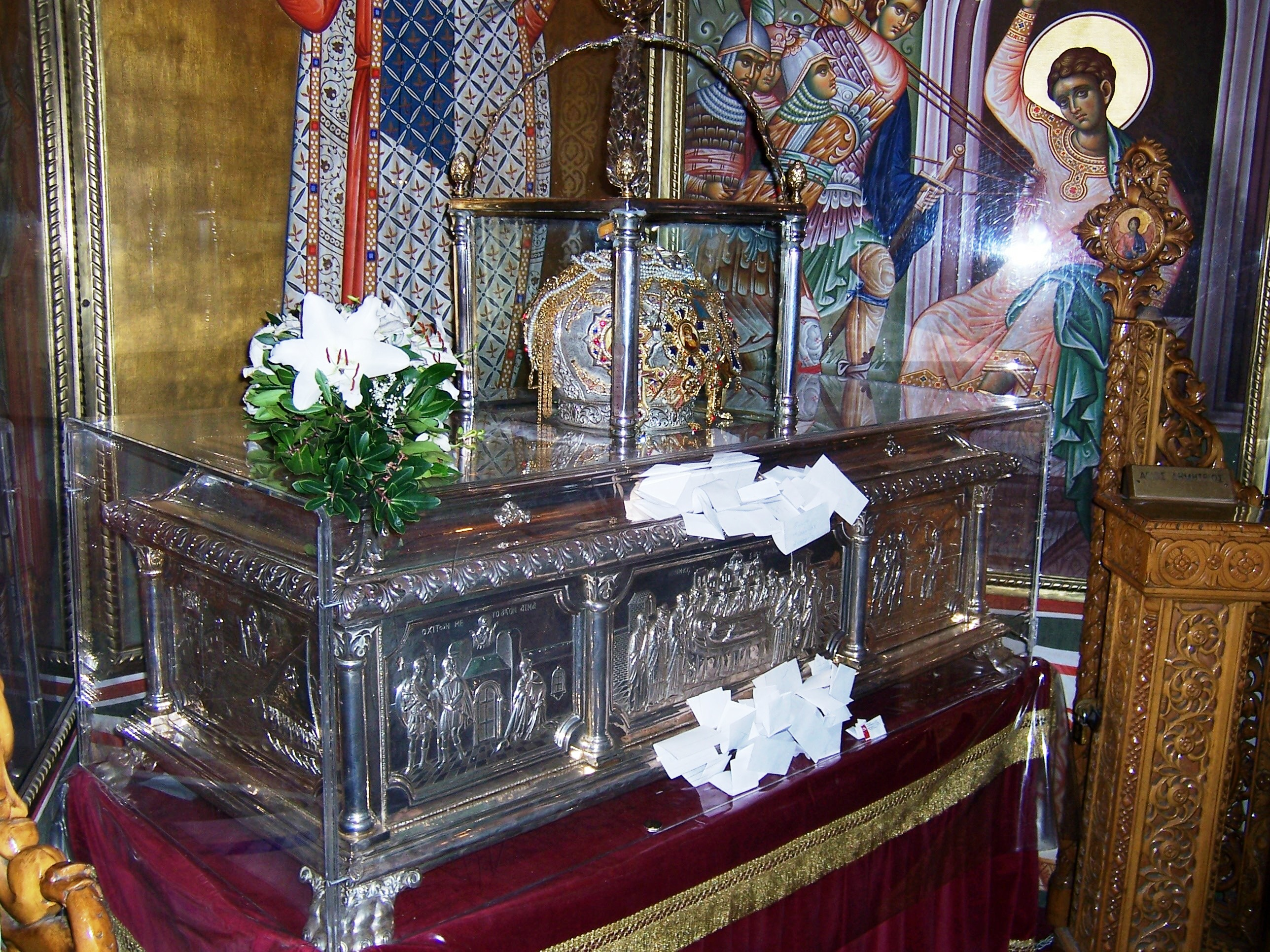
Мощі Святого Димитрія Солунського в Салоніках, Греція. Святий Димитрій був античним християнським мучеником, який загинув від списових проколень у 306 році під час переслідування християн імператорами Діоклетіаном та Галерієм. Він став покровителем руської династії Рюриків

Спочатку переслідування не мали систематичний характер і проводились місцевою владою. Коли імператор Нерон стратив християн після пожежі 64 року, це було винятково місцевою справою, що не виходила за межі Риму. Одним з перших законів проти християн став виданий 202 року наказ Септимія Севера, що забороняв навернення в юдаїзм чи християнство. Найбільше гоніння було за імператорів Діоклетіана і Галерія.

## Період Вселенських соборів
У період пізнього античного християнства рабовласницький клас у своїй головній масі приєднався до християнської релігії. За імператора Костянтина (306—337 рр.) християнська релігія перетворилася на державну, вона користувалася економічною, політичною та ідеологічною підтримкою держави. Відбувається подальша централізація церкви: єпископії та митрополії об'єднались у патріархії на чолі з патріархом. У першій половині IV ст. на території імперії були три патріархії — римська, олександрійська та антіохійська. Наприкінці IV ст. — єрусалимська.

### Візантія— центр християнства
Значною подією в історії християнської церкви був перший Вселенський собор, тобто з'їзд духовенства, який відбувся в 325 р. у Нікеї (Мала Азія). Собор було названо Вселенським тому, що на ньому було представлене вище духовенство всієї імперії тих часів. Скликання собору означало створення єдиної християнської церкви, бо в особі вселенських соборів духовенство імперії отримало свій вищий керівний центр. Хоча вселенські собори скликалися порівняно рідко (в IV по VIII ст. було скликано всього 7), усе ж вони відігравали важливу роль: об'єднували зусилля духовенства, регулювали церковне життя, сприяли виробленню єдиної ідеології та обрядовості.
381. — Перший Константинопольский собор (Другий Вселенський). Утверджено догмат Святої Трійці. Патріарх Константинополя стає другим, а Олександрії третім. До Другого Вселенського Собору місто перебувало під юрисдикцією митрополита Іраклійського
431 р.- Ефеський собор (Третій Вселенський). Засудження несторіанства. Собор проголосив визнання Богородиці. Арамейське населення не визнало рішення зібрання і виділилось в Ассирійську Церкву Сходу.

Сирійські мови та несторіанство на Близькому сході та в Азії в 800—1200 рр.

Важливим елементом розвитку християнського віровчення стала діяльність богословських шкіл. Виділяють три провідні школи: Александрійську, Антіохійську і Східно-Сирійську або Едесско — Нізибійську. В Александрійській школі панував умоглядний напрямок з домінуванням алегоричного методу в тлумаченні Святого Письма, націленого на прояснення його вищого таємничого сенсу. Антіохійська школа трималася розсудливого напрямку, і її екзегети переважно з'ясовували буквальний, історичний сенс священного тексту і невисоко цінували алегорію, а в догматиці особливу увагу приділяли божественній, таємничій стороні Священного Писання із з'ясуванням її людської природи. До Антіохійської школі з принципових питань богослов'я примикала, органічно її доповнюючи, Східно- Сирійська, або Едесское — Нізибійська школа.
Взаємозбагачення названих шкіл допускало можливість переходу їх в таку крайність, яка з поборників віри перетворювала богословів цих шкіл в розряд єретиків. Умоглядний напрямок Александрійської школи могло перейти в містицизм, що і виразилося в монофізитстві; розсудливий ж напрямок Антіохійської школи міг вирішитися раціоналізмом, що і виявлялося в аріанській і несторіанській єресях.
Як особливі течії богословської думки Олександрійська і Антіохійська школи існували до Халкідонського собору (451 р.), в догматичному визначенні якого були засуджені крайності і того і іншого напряму. Після Халкидона ці напрями злилися, і богословська наука в Християнській Церкві увійшла в одне русло. Общини які не визнали рішення Собору відокремились в окремі Нехалкідонські церкви які сповідували монофізитство.
680 р. — Шостий Вселенський собор (Третій Константинопольський собор.) Засудження монофелітства.
787 р. — Сьомий Вселенський собор. Засудження іконоборства.
Восьмий Вселенський собор. В католицизмі ним визнано Константинопольський собор 869—870 рр., а в православ'ї Софійський собор 879—880 рр. Зібрання вирішувало суперечку в церкві навколо догмату про філіокве.

### Поява ісламу
В 7 ст. мусульмани захоплюють населені християнами східні провінції Візантії і ледь не взяли Константинополь. На початку 7 ст. вони захоплюють Піренейський півострів і лише завдяки перемозі при Пуатьє франкам вдається їх зупинити. Візантія занурюється в іконоборчі війни.

### Франкська імперія
Перемога над арабами показала незалежність західного християнства. В 800 р. правитель франків Карл Великий коронує себе імператорською короною.

### Християнізація слов'ян
Хоча на 800 р. Західній Європі правили суто християнські королі, Східна та Центральна Європа залишалася областю місіонерської діяльності. Так в 9-му столітті Кирило і Мефодій мав великий успіх в місіонерській області серед слов'янських народів, переклад Біблії та літургії на слов'янську мову. Було Хрещено Київ в 988 поширилось християнство по всій Київській Русі.
Болгарія була язичницька країна з моменту свого створення в 681 році до 864, коли Борис I (852—889) звернувся в християнство.

## Середньовічне християнство

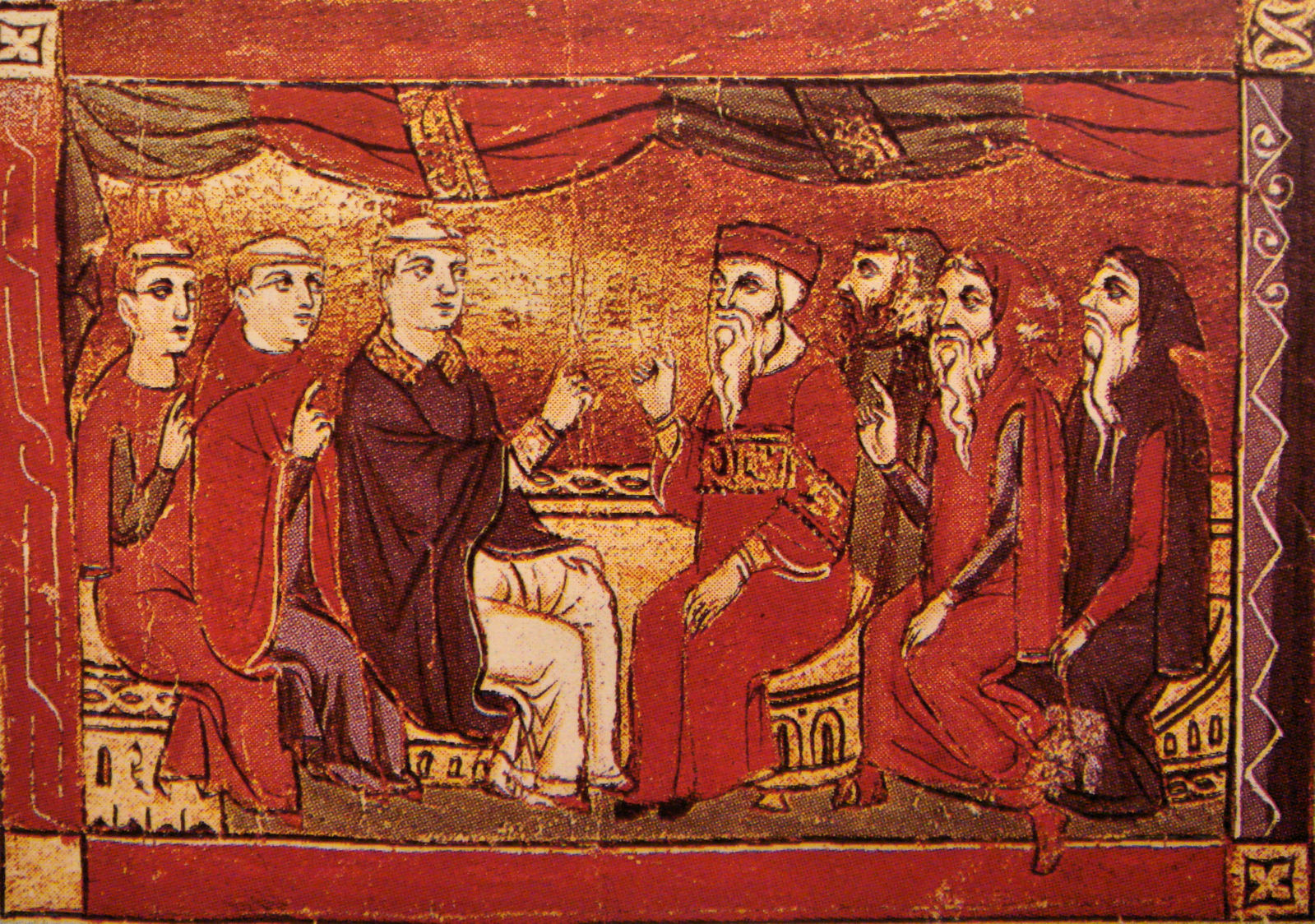
Дебат між західними та східними християнами у 1290 році в Акко (Палестина). Атлас хрестових походів.

### Схизма
Етап античного християнства змінився етапом середньовічного християнства (VI—XV ст.), коли відбувся розкол церкви в 1054 на православ'я та католицизм. Розмежування між православ'ям і католицизмом у християнстві почало виявлятися після поділу Римської імперії на Західну й Східну (395 р.). Основною причиною цього стало суперництво між константинопольським і римським патріархом, що називав себе папою, за верховенство в християнському світі. У міру посилення економічної могутності римських пап у Західній Європі зростали і їхні претензії на роль глави Всесвітньої Церкви, що іншою Церквою, природно, було визнано незаконним.
Поступово розбіжності посилювалися. Так, уже на шостому Вселенському Соборі (680 р.) були засуджені деякі нововведення Римської Церкви, такі як: примус священників і дияконів до безшлюбності, суворі пости в суботи Великого Посту й зображення Ісуса Христа у виді агнця (ягняти).
Формальний поділ християнської Церкви на західну (римсько-католицьку) і східну (греко-православну) відбувся в 1054 р., коли посланець папи римського у Візантії кардинал Гумберт після безрезультатних переговорів із патріархом залишив у храмі Св. Софії в Константинополі лист, що відлучає від церкви патріарха і його послідовників. Патріарх своєю чергою наклав заборону на кардинала Гумберта.

### Хрестові походи
Остаточно поділ Церков завершився після захоплення в 1204 р. Константинополя хрестоносцями. Основна причина полягає в тому, що в XI — ХІІ вв. католицька церква практично очолила торгово-колонізаційний рух європейців на Схід під приводом, нібито, звільнення Єрусалима і його святинь від арабів-мусульман. Проте Четвертий хрестовий похід вирушав вже не до Малої Азії, а в Константинополь. Хрестоносці взяли місто, розграбували його, опоганили святині православних храмів і утворили в Константинополі Латинську імперію, що проіснувала більше 50 років. Відтоді православна й католицька Церкви продовжували жити й розвиватися окремо одна від одної.

### Відособлення та формування догматів Римо-католицької церкви

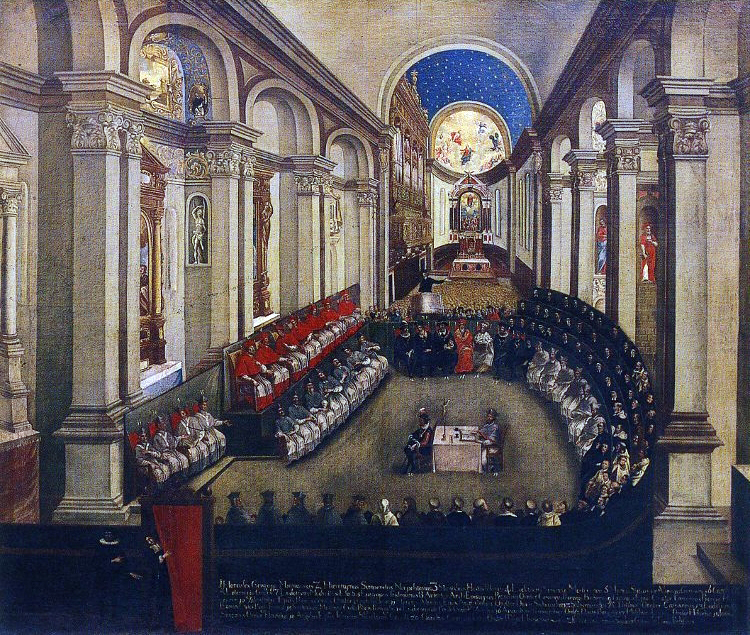
Тридентський Собор західної церкви. 1600 рік. Тренто, Італія. Собор усталив остаточно догми католицької церкви, зібрані у «Тридентському сповіданні віри», а до кожної статті долучено анафему (прокляття) на тих, що їх противилися б.

Католицизм має багато спільного із православ'ям і водночас дечим (іноді вагомим) відрізняється від інших напрямів у християнстві системою віровчення, культу, своєрідними засобами пристосування до стрімкої зміни соціальних діяльності й нової релігійної свідомості. Католицизм доповнив «Символ віри» новими догматами. У загальному ж йому притаманні основні догмати християнства, але він має й специфічні риси, особливості, котрих не знає православна церква: Основним догматом католицької церква, що відрізняє її від інших течій у християнстві, є догмат про безпомилковість Папи Римського. Він полягає в тому, що офіційні промови Папи з кафедри, які стосуються питань віри й моралі, не мають помилок. Цей догмат було прийнято 1870 року Вселенським Собором у Ватикані.
Наступний догмат католицизму — це догмат про «чистилище», прийнятий у 1439 р. на Флорентійському соборі. Учення про «чистилище» полягає в тому, що душа людини після смерті потрапляє в «чистилище» — місце між пеклом і раєм, має змогу очиститися від гріхів і надалі переходити в пекло чи рай. Очищення душ здійснюється шляхом різноманітних випробувань. Рідні та близькі покійного за допомогою молитов і внесків на користь церкви можуть полегшити випробування душі, що перебуває в «чистилищі».
Дуже важливим положенням католицизму стала теза про особливу роль духовенства, що людина не може заслужити Божої милості самостійно, без допомоги духовенства, яке має значні переваги перед мирянами й повинно мати надзвичайні права й привілеї. Католицизм уважає канонічною лише Біблію, яка написана латинською мовою, якою не володіє переважна частина віруючих.
Для католицької церкви властива строга організація та ієрархічний характер. Відповідно до її віровчення, папа римський є щирий намісник Ісуса Христа на землі, спадкоємець апостола Петра; його влада вище влади Вселенського Собору. Крім того, католицизм проводить різке розмежування між мирянами й кліром. Виражається воно в ряді догм, відсутніх у православ'ї: целібат — обов'язкова безшлюбність духівництва, заборона виходу з духовного звання. Свої привілеї католицьке духовенство будує на католицькому вченні про «Скарбниці благодаті», відповідно до якого діяння Христа, Божої Матері, апостолів і святих, створюють «запас» добрих справ, за рахунок яких церква має право відпускати грішникам гріхи, у тому числі — за гроші. Продаж індульгенцій, що засвідчують відпущення гріхів, була надзвичайно широко поширена в католицькому світі в середніх віках. До речі, тільки в католицизмі існує догмат про чистилище — проміжну інстанцію між пеклом і раєм, у якому душа грішника може бути «відмолена» ним самим, духовенством або родичами покійного.
На третьому Вселенському Соборі (Ефес, 431 р.) відбулося визнання Марії Богородицею, а в 1854 р. було прийнято догмат про її «непорочне зачаття» та тілесне вознесіння на небо. Значного поширення в католицизмі поряд із вшануванням Богородиці набуває культ святих, поклоніння реліквіям та мощам. За час існування католицької церкви було проголошено близько 20 тис. «святих» і майже 200 тис. «блаженних». Папа Пій XI оголосив за 17 років свого понтифікату 34 «святих» і 496 «блаженних», а Пій XII проголошував щороку в середньому 5 «святих» і 40 «блаженних».
У католицизмі немає багатоденних постів, «приборкування плоті» рекомендується тільки в середу першого тижня Великого посту, у Страсну п'ятницю, у переддень Успіння і Різдва.

### Епоха Відродження

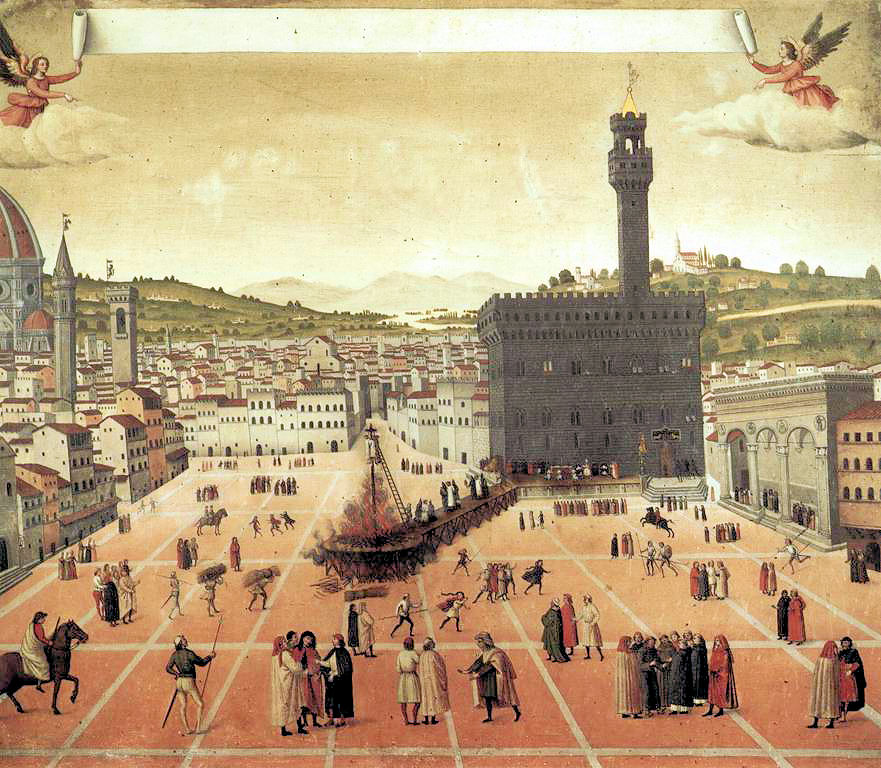
Повішення і спалення Савонароли (1452-98), 1498 рік. Савонарола був монахом домініканцем і закликав до реформи Католицької Церкви в дусі аскези. Після повстання 1494 та повалення влади Медічі став законодавцем і диктатором Флоренції. 1494 року проголосив Христа королем Флоренції і при підтримці Франції заснував Флорентійську теократичну республіку. У кінці був спалений як єретик.

В епоху Відродження (XIII—XIV ст.) в європейській цивілізації здійснився поворот від духовних цінностей до матеріальних. Уперше за весь час із моменту утвердження християнства було відкинуто уявлення про Бога як Особу, бо людина стала сама себе утверджувати. Люди тієї епохи, яких стали називати гуманістами, створили для людства свій культурний і духовний світ. Християнський спосіб життя був відкинутий. Усі сфери громадського й культурного життя почали розвиватися під гаслом «свободи» і «прав людини», що призвело до деморалізації суспільства.

### Відкриття Америки
Після відкриття Колумбом Нового світу почалось його заселення і поширення там християнства. Провідну роль в цьому відігравала католицька церква.

## Епоха Реформації та виникнення Протестантизму

Реформація в Європі: поширення протестантизму

Починаючи з XVI ст., дрібні прояви опозиції католицькій церкві злилися в могутній потік, який охопив Європу, що зумовило появу нового напряму християнства — протестантизму. Це було в XVI ст. — добу Реформації, добу коли у Європі активно розвивалися капіталістичні відносини, яким почали заважати феодальні норми. У той час римсько-католицька церква була великим центром феодальної системи, догмати якої відігравали роль священного запинала феодалізму, феодальних виробничих відносин. Католицька церква була й найзаможнішим землевласником, їй належало не менше трьох частин усіх земельних володінь у католицьких країнах. Буржуазія, підіймаючись на боротьбу проти феодалізму, неминуче повинна була виступити й проти католицької церкви. Перший акт революції було розіграно у формі релігійної війни, оскільки почуття й свідомість мас були в цілому вигодувані духовною їжею, яку їм пропонувала церква. І тому історичний рух, змістом якого був перехід від феодалізму до капіталізму, повинен був набути релігійного забарвлення. Саме в цей період розвинулася «протестантська єресь» на противагу феодальному католицизму.
Виступаючи проти церкви як невід'ємного інституту феодалізму, ідеологи протестантизму заперечували богослужбову практику католицької церкви, ті догматичні положення, на яких вона ґрунтувалася. Свої ж реформи протестанти обґрунтували «дійсним прочитанням священного писання» (Біблії), яке вони оголосили єдиним авторитетом у питаннях віри. Людина для протестантизму — уже не є ланкою в ланцюзі надособистісної спільності. Індивідуалізація, характерна для нової доби, є перебудовою релігійних уявлень, у якій людина зі своєю індивідуальною своєрідністю змогла б включитись у ситуацію релігійного переживання. Зазнала змін у протестантизмі й сама ідея Бога. З погляду протестантської ідеології, Бог існує тому, що він потрібен людині, котра в нього вірить. «У що віриш, те й маєш» — ось формула протестантів. Найзначнішими напрямами у протестантизмі, що виникли в XVI ст., були лютеранство і кальвінізм.

### Реформація в Німеччині: Лютеранство

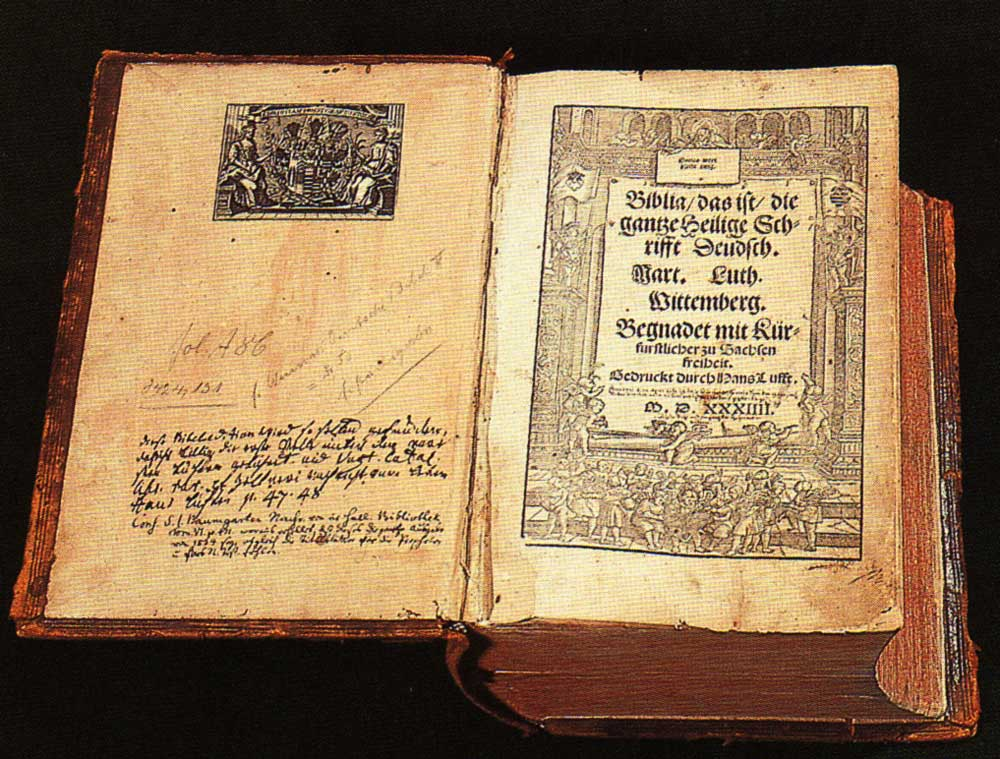
Біблія Мартіна Лютера. 19 жовтня 1512 року Лютер здобув ступінь доктора богослов'я. Лютерові було доручено викладати в університеті Віттенберга. Йому було доручено кафедру вивчення Біблії. Він почав вивчати та толкувати Писання. 1 серпня 1515 року він читав курс лекцій про Псалтир, восени 1515 року він читав Послання Павла до Римлян; в 1516-17 році він вивчав Послання до Галатів. Уважно вивчаючи Біблію, він знайшов нове поняття Христа і Бога.

Одним із перших кроків реформаторського руху був виступ у 1517 р. німецького ченця Мартіна Лютера (1483—1546) проти влади римських пап і торгівлі індульгенціями. Одним із центральних догматів протестантизму стало вчення Лютера про спасіння душі за допомогою віри в спокутну жертву Христа. Лютер твердив, що людина може врятувати душу тільки завдяки особистій вірі, яка безпосередньо дарується їй Богом. Таким чином, він виступав проти претензій католицького духовенства щодо контролю віри й совісті на правах посередника між людьми й Богом. Було висунуто вимогу скасування відособленого стану священників, усунення чернецтва, римської курії, тобто всієї ієрархії, яка дорого коштує. Було відкинуто й авторитет
папських декретів та послань, рішень соборів. Єдиним авторитетом у питаннях віри було визнано «священне писання», право тлумачити яке надавалося кожному віруючому.

### Реформація в Швейцарії: Кальвінізм
На початку XVI ст. виник ще один різновид реформаторського руху — кальвінізм. Жан Кальвін, який виступив проти католицизму, очолив реформаторський рух. Головні ідеї свого вчення він виклав у працях «Повчання в християнській вірі» та «Церковні настанови». Одним із головних догматів кальвінізму є вчення про «абсолютне приречення»: ще до «створення світу» Бог, начебто, визначив долю людей, одним — рай, іншим — пекло, і ніякі зусилля людей, ніякі «добрі справи» не зможуть змінити того вироку. Кальвінізм, стоячи на позиціях консерватизму в розв'язанні
докорінних соціально-політичних проблем сучасності, підкреслює всемогутність Бога й нікчемність людини. Учення найрадикальніше реформувало християнський культ і церковну організацію. Майже всі зовнішні атрибути католицького культу — ікони, свічки тощо — було скасовано, основне місце в богослужінні посіли читання та коментування Біблії, співи псалмів. Керівна роль в общинах відводилася пресвітерам — старшинам і проповідникам, які й спрямували релігійне життя общини.

### Реформація в Англії: Англіканство

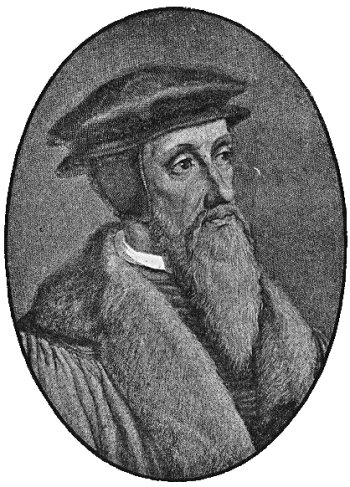
Жан Кальвін — засновник кальвінізму. Кальвін приймав в Євхаристії тільки силу Христа, яку одержують призначені до спасення, а не відкинені й осуджені Богом.

Так проходила Реформація в Німеччині та Швейцарії. В Англії, на відміну від інших європейських країн, вона розпочалася з ініціативи правлячих кіл. У 1534 р. англійський парламент проголосив незалежність церкви від папи, а Генріха VIII її главою. Церковні відносини з Ватиканом було розірвано, закрито всі монастирі, а їхнє майно конфісковано. В 1549 р. введено молитовник, скасовано безшлюбність духовенства; проте католицькі догмати та обряди було збережено. Із часом вплив протестантизму на англійську церкву посилився, що призвело до розмежування її з католицизмом. В 1571 р., у період правління Єлизавети І, парламент прийняв англійський «символ віри» із 39 статей, де заперечувалися католицький догмат про чистилище, практика індульгенцій, папська влада, поклоніння іконам, святим, безшлюбність духовенства. Англійська церква прийняла протестантські догмати про виправдання вірою й «священне писання» як єдині джерела віри, заперечення вчення католицизму про індульгенцію, поклоніння іконам. Але при цьому визнавався католицький догмат про рятівну силу церкви, церкву як необхідного посередника для врятування людей, залишився недоторканим єпископат. Таким чином, англійська церква еклектично поєднала в собі протестантські та католицькі догмати. Вона є прикладом компромісного варіанту протестантизму, якого було досягнуто внаслідок тривалої боротьби англійської королівської влади проти політичних та економічних домагань папського двору.

### Реформація в Шотландії: пресвітеріанство й пуританство
У Шотландії реформаторський дух проходив під прапором кальвінізму. Його представником став англійський богослов Джон Нокс (1505—1572). Реформація була пов'язана з боротьбою проти династії Стюартів. Відомо, що наприкінці 1560-х років Марія Стюарт, спираючись на католицьку знать і підтримку з боку папства, зазнала поразки. У Шотландії утворилася пресвітеріанська церква, яка визнавала єдиновладдя Христа в общині віруючих та рівні права всіх її членів. Було скасовано сан єпископа й збережено пресвітерство в дусі кальвінізму. Наприкінці XVI — на початку XVII ст., в Англії виникає опозиція абсолютистському режимові, поширюється кальвінізм, прихильників якого називали пуританами. Радикальне крило пуритан цілком заперечувало принцип державної церкви, що кожна окремо взята община повинна бути вільною у виборі віросповідання. Одна з головних вимог — перебудова церкви на основі конгрегації. Активізація демократичних елементів призвела до виникнення релігійних сект конгрегаціоналістів, баптистів, квакерів та інших.
Можна зробити висновок, що головними напрямами у протестантизмі були й залишаються лютеранство, кальвінізм, англіканство, що виникли в період Реформації. Усі інші протестантські утворення відображають лише основні принципи цих течій.

## Боротьба католицизму і протестантизму
Початок реформації викликав протидію з боку Римо-католицької церкви. 1545 року було скликано Тридентський собор на якому було оформлено контрреформацію, створено єзуїтський орден. Поширення протестантизму викликав релігійну війну в Франції, революцію в Голландій. 1618 року почалась Тридцятирічна війна в Німеччині яка завершилась підписанням Вестфальського миру. За його умовами правителі отримали право самим визначати віру в своїх володіннях, а протестантство визнано католиками.

## Секуляризація християнства
Розвиток науки та інститутів держави сприяв зменшенню ролі церкви в суспільному житті. Рух просвітництва однією зі своїх цілей бачив в витіснені релігії з головних позицій. Завдяки цьому було прийнято закони які відділили церкву та державу, спочатку в США, потім в революційній Франції, атеїстичному СССР і інших країнах.

## Поява інших течій протестантизму
Є такі догматичні особливості принципів протестантизму: спасіння завдяки лише вірі, пастирство всіх віруючих, винятковий авторитет «священного писання». У протестантизмі значно спрощено культ: скасовано облачення священників, коштовне оздоблення церкви, дзвони, вівтарі, ікони. Не поклоняються мощам святих, скасовано багато свят, спеціальних служб, пов'язаних із вшануванням святих.
Типовою протестантською церквою є церква євангельських християн-баптистів. З неї виділились адвентисти, п'ятидесятники. Церква євангельських християн-баптистів (ЄХБ) створена в 1944—1947 рр. внаслідок об'єднання організації баптистів з євангельськими християнами та громадами п'ятидесятників. Пізніше, у 1963 р., до її об'єднання увійшла частина громад братських меннонітів. У жовтні 1963 р. відбувся Всесоюзний з'їзд ЄХБ, котрий ухвалив основні принципи віросповідання.
У протиставленні до них (як і до більшості загальнопоширених християнських течій) стоїть релігійна група Свідків Єгови (основна стаття Свідки Єгови): відрізняються догматикою, способом вірування, історією виникнення.

### Перше Велике Пробудження
В англійських колоніях в Північній Америці відбулося Велике пробудження в сорокових роках XVIII століття. Під час Великого пробудження підкреслювалася почуття глибокого особистого звернення і необхідність в спасіння через Ісуса Христа. Велике пробудження було направлено на середньої людини, якому пропонувалися новий стандарт моральності і духовний самоаналіз з запереченням значущості обрядів.

### Друге Велике Пробудження
У 1790 році в Північній Америці виникло так зване Друге Велике пробудження, яке привело до збільшення чисельності методистських і євангелістіческіх громад. Наприкінці XIX століття став розвиватися Рух святості, оснований на ідеях Армінія і відійшло від ідей методизму. Джон Нельсон Дарбі розробив ідеї сучасного диспенсаціоналізму, які лягли в основу вчення євангельських християн.

### Антитрінітарії

#### Свідки Єгови
Свідки Єгови визнають єдиного Бога Єгову, явленного Мойсею на горі Синай (як єдиного Володаря Всесвіту). Ця релігійна громада: відкидає догмат про Трійцю (Ісус Христос визнається як Месія і як Божий Син (проте не Бог-Син, і не Всемогутній Бог), посланий на землю Богом для відкуплення людських гріхів); заперечує догмат про пекло (про мучення грішників після смерті в буквальному пекельному вогні); не визнає безсмертність людської душі (визначаючи «душу» як саму людину, особистість, яка, згідно з Біблією, помирає — Єзекіїля 18:4,20, Буття 2:7). Організація Свідків Єгови діє в 236 країнах світу (станом на 2008 рік). Керівний центр розміщений у Брукліні, штат Пенсільванія. (Основні представництва, філіали та друкарні розташовані в багатьох країнах світу, зокрема в Німеччині (Зельтерс), Україні (Львів, смт. Брюховичі), Росія (Санкт-Петербург, Солнєчноє)).

#### Церква мормонів
1825 р. — Джозеф Сміт засновує Церкву Мормонів. У 1846–1848 рр.вони переселилися до пустелі сучасного штату Юта та заснували місто Солт-Лейк-Сіті. Практика багатоженства у мормонів привела до конфлікту з федеральною владою який переріс у війну в Юті (1857-58). Після поразки вони скасували подібну практику.

## XX століття

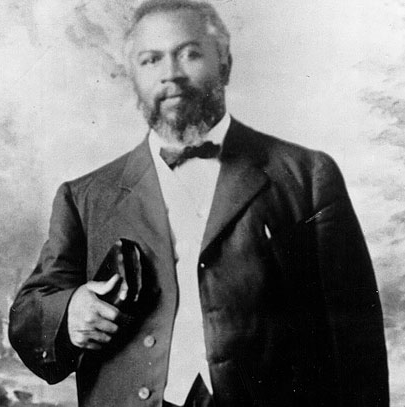
Вільям Сеймур (1870—1922), засновник п'ятидесятницького руху. Висунув учення про глоссолалію — говоріння на незрозумілих «мовах», як ознаку хрещення Святим Духом, за що його було відлучено від керування приходом. Він знайшов занедбаний будинок в Лос Анджелесі й почав там проповідувати своє нове вчення. Афро-американець Сеймур був сином звільнених рабів. Помер від інфаркту серця.

### П'ятидесятництво
У 1903 році відбувся вибухоподібний розвиток п'ятидесятництва знане як пробудження на Азуза-стріт. На 2013 рік церква Асамблеї бога є найбільшою протестантською церквою в світі.

### Біблійний пояс
Головним центром протестантизму в США є південні штати. В 1910-х роках в них поширився рух протестантського фундаменталізму. Він виступав проти критики Святого письма і викладання теорії еволюції. 1925 року відбувся так званий мавпячий процес проти вчення Дарвіна.

### Занепад і відновлення християнства в СССР і соц. таборі
Атеїстична політика привела до значного скорочення кількості християн в Східній Європі. Але завдяки діяльності Римо-католицької церкви на чолі з Іваном Павлом II. воно почало відновлюватись в середовищі католиків, а згодом і православної церкви. Після розпаду СРСР в Україні в 1992 році відбулось відокремлення від РПЦ окремої Української православної церкви Київського патріархату.

### Ліберальний протестантизм
В 1970 році почалось зародження квір-богослов'я яке відстоювало права ЛГБТ представників.

### Екуменізм
Післявоєнний період характеризується екуменічними зусиллями з боку євангельських християн і підставою створення в 1943 році Всесвітньої Ради церков, в якому спочатку євангельські християни взяли найактивнішу участь. У наш час налічується більш як 344 млн протестантів, об'єднаних у Всесвітню раду церков.

### Християнізація Африки
В період колоніалізму більшість африканських народів залишалися відданими традиційним релігіям. Деколонізація змінила ставлення жителів Африки християнства і вони почали масово приймати віру. Завдяки цьому за короткий час Африка південніше Сахари стала майже повністю християнською.

### Християнізація в Китаї
Відбувається при значній протидії держави. У виданні Operation World від 2001 року кількість християн в Китаї становило 91 млн людей.

## Сучасний період

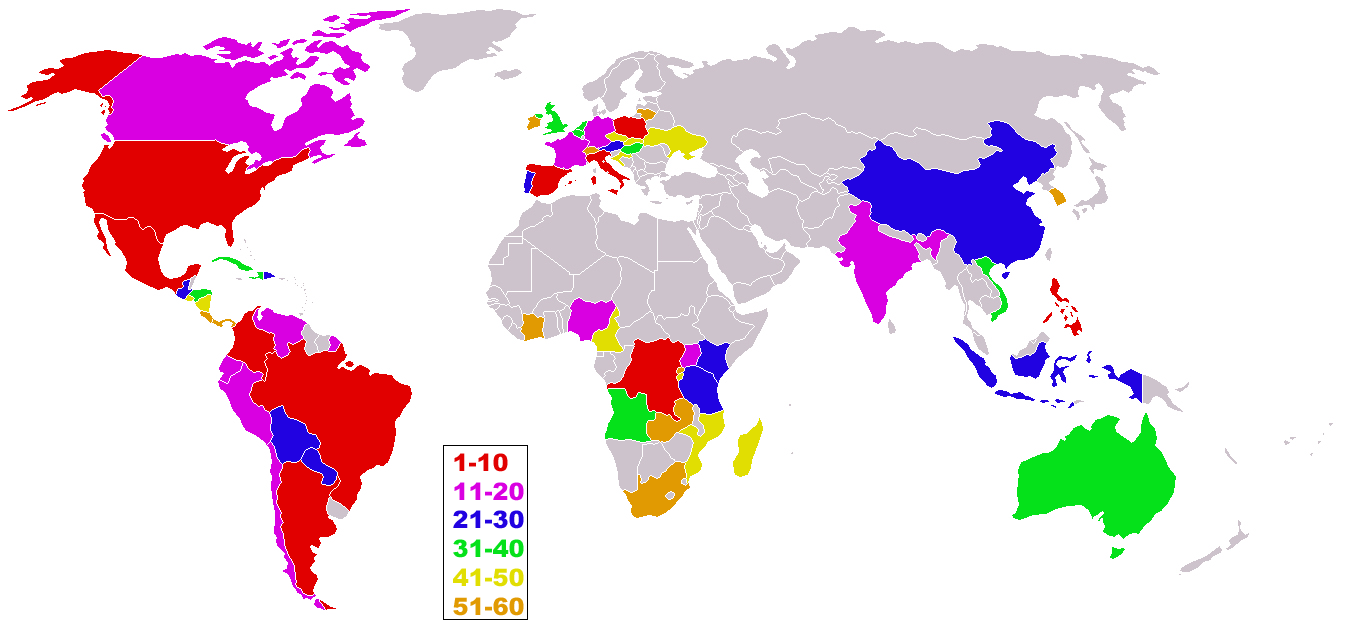
Поширення римо-католицизму у світі

Нові соціальні реалії, що склалися в середині XX ст., відбулися в діяльності папи Іоанна XXIII. Папа виступив за заборону ядерної зброї, на підтримку спільних дій на захист миру віруючих і невіруючих.
Секуляризм XX століття намагався витіснити релігію із суспільного життя. Це означає, що релігія втратила свою роль у політичній, соціальній, культурній сферах більшості країн Європи як світогляд і як інститут. Вона здебільшого стала приватною справою людини. Сучасне суспільство зорієнтоване насамперед на матеріальні цінності.
Сучасний стан релігії такий, що європейська цивілізація, яка виросла на засадах християнського гуманізму, у багато чому перестала бути християнською. Вона передала питання віри у владу вільного волевиявлення громадян. Противники християнства дозволяли вірити в що завгодно. Наприклад, якщо Україна, будучи традиційно православною, мала на своїй території декілька конфесій, то тепер їх понад сто. Християнство поки що присутнє у свідомості європейця, і в той же час його здебільшого немає в житті й діяльності. Світ стає єдиним, взаємопов'язаним і зіткнулися світові релігії й культури. Людство вступило в третє тисячоліття.